# Просвет (Шадринский район)
Просвет — деревня в Шадринском районе Курганской области России. Входит в состав Краснозвездинского сельсовета.

## География
Деревня находится на северо-западе Курганской области, в пределах юго-западной части Западно-Сибирской равнины, в лесостепной зоне, на расстоянии примерно 23 километров (по прямой) к юго-западу от города Шадринска, административного центра района.

### Климат
Климат характеризуется как резко континентальный, с холодной продолжительной малоснежной зимой и тёплым сухим летом. Средняя температура воздуха самого холодного месяца (января) составляет −18 °C (абсолютный минимум — −50 °С); самого тёплого месяца (июля) — 18 °C (абсолютный максимум — 41 °С). Безморозный период длится 192—196 дней. Годовое количество атмосферных осадков — 320—470 мм, из которых большая часть выпадает в тёплый период. Продолжительность периода с устойчивым снежным покровом равна 150—160 дням.

## История
В 1921 году на базе филиала Верхтеченского женского монастыря был организован семхоз"Просвет". В 1929 году семхоз был преобразован в совхоз, которому в 1934 году присвоено имя Ворошилова.

## Население
| 1989 | 2002 | 2010 |
| ---- | ---- | ---- |
| 226  | ↗277 | ↘262 |

### Национальный состав
Согласно результатам Всероссийской переписи населения 2002 года, в национальной структуре населения русские составляли 94 %.